# Deinococcaceae
Famille
Les Deinococcaceae sont une famille de cocci à Gram positif de l'ordre des Deinococcales. Son nom provient de Deinococcus qui est le genre type de cette famille.

## Liste de genres
Selon la LPSN (27 avril 2025) cette famille contient les deux genres suivants :
- Deinobacterium Ekman et al. 2011
- Deinococcus Brooks & Murray 1981